# Tomás Segovia
Tomás Segovia (Valencia, 21 de maio de 1927 - Cidade do México, 7 de novembro de 2011) foi um poeta e escritor espanhol, radicado no México.
Segovia é considerado um dos poetas mais importantes da língua espanhola.
Faleceu em decorrência de um câncer em novembro de 2011.